# Цена головы (роман)
«Цена головы» (фр. La Tête d'un homme) — роман Жоржа Сименона, впервые опубликованный в 1931 году. Входит в цикл произведений о комиссаре Мегрэ. Печатался также под названием «Человек на Эйфелевой башне» (фр. L'homme de la Tour Eiffel).

## Сюжет
На вилле под Парижем происходит убийство богатой американки и её горничной. Все улики указывают, что преступление совершил рабочий Жозеф Эртен. Его арестовывают, однако комиссар Мегрэ уверен, что произошла ошибка. Желая найти настоящего преступника, он решается на рискованный эксперимент...

## Адаптации

Гарри Бор в роли Мегрэ.

- «Цена головы»[1] (1933) — французская экранизация романа. В роли Мегрэ — Гарри Бор.
- «Человек на Эйфелевой башне» (1950) — франко-американская экранизация романа. В роли Мегрэ — Чарльз Лоутон. Смотреть онлайн
- «Цена головы» (1967) — 2-й эпизод телесериала «Расследования комиссара Мегрэ». В роли Мегрэ — Жан Ришар.
- «Цена головы» (1983) — 59-й эпизод телесериала «Расследования комиссара Мегрэ». В роли Мегрэ — Жан Ришар. Смотреть онлайн
- «Цена головы» (1992) — российско-украинская экранизация романа. В роли Мегрэ — Владимир Самойлов. Смотреть онлайн
- «Мегрэ и цена головы»[2] (1996) — 21-й эпизод телесериала «Мегрэ». В роли Мегрэ — Бруно Кремер. Смотреть онлайн

## Издания на русском языке
- Перевод Е. Загорянского / Сименон Ж. Жёлтый пёс. Цена головы. Негритянский квартал. Президент. — М.: Изд-во иностр. лит-ры, 1962. — С. 121-231.
- Перевод Е. Загорянского / Сименон Ж. Сочинения: В 20 тт. — М.: Истоки — Союз кинематографистов СССР, 1991. — Т. 2. — С. 3-131.
- Перевод Е. Загорянского / Сименон Ж. Собрание сочинений: В 30 тт. — М.: Истоки, 1994. — Т. 2. — С. 3-109.